# Championnat d'Océanie masculin de basket-ball des moins de 15 ans
Cet article traite de l'épreuve masculine. Pour la compétition féminine, voir Championnat d'Océanie féminin de basket-ball des moins de 15 ans.
Le Championnat d’Océanie masculin de basket-ball des moins de 15 ans est une compétition masculine de basket-ball qui oppose les meilleures sélections nationales d’Océanie des joueurs de moins de 15 ans. Elle est organisée par la FIBA Océanie tous les 2 ans depuis 2009. Le titre de champion d’Océanie se joue entre 9 sélections des différentes zones d'Océanie. Les deux équipes finalistes de la compétition se qualifient directement pour le Championnat d'Asie masculin de basket-ball des moins de 16 ans pour ensuite tenter de se qualifier pour la Coupe du monde masculine de basket-ball des moins de 17 ans.

## Palmarès

### Championnat d'Océanie U16
| Édition | Année | Pays hôte  | Finale        | Finale | Finale           | Petite finale                    | Petite finale                    | Petite finale                    | MVP              |
| Édition | Année | Pays hôte  | Champion      | Score  | Deuxième         | Troisième                        | Score                            | Quatrième                        | MVP              |
| ------- | ----- | ---------- | ------------- | ------ | ---------------- | -------------------------------- | -------------------------------- | -------------------------------- | ---------------- |
| 1re     | 2009  | Brisbane   | Australie     | 2–1    | Nouvelle-Zélande | Aucune autre nation participante | Aucune autre nation participante | Aucune autre nation participante | non mis en place |
| 2e      | 2011  | Canberra   | Australie (2) | 3–0    | Nouvelle-Zélande | Aucune autre nation participante | Aucune autre nation participante | Aucune autre nation participante | non mis en place |
| 3e      | 2013  | Melbourne  | Australie (3) | 2–1    | Nouvelle-Zélande | Aucune autre nation participante | Aucune autre nation participante | Aucune autre nation participante | non mis en place |
| 4e      | 2015  | Wellington | Australie (4) | 91–86  | Nouvelle-Zélande | Tahiti                           | 79–56                            | Nouvelle-Calédonie               | non mis en place |

### Championnat d'Océanie U15
| Édition | Année | Pays hôte    | Finale                                        | Finale                                        | Finale                                        | Petite finale                                 | Petite finale                                 | Petite finale                                 | MVP                                           |
| Édition | Année | Pays hôte    | Champion                                      | Score                                         | Deuxième                                      | Troisième                                     | Score                                         | Quatrième                                     | MVP                                           |
| ------- | ----- | ------------ | --------------------------------------------- | --------------------------------------------- | --------------------------------------------- | --------------------------------------------- | --------------------------------------------- | --------------------------------------------- | --------------------------------------------- |
| 1re     | 2018  | Port Moresby | Australie (5)                                 | 61–58                                         | Nouvelle-Zélande                              | Samoa                                         | 74–52                                         | Guam                                          | Tafara Gapare                                 |
| 2e      | 2020  | Port Moresby | Non joué en raison de la pandémie de Covid-19 | Non joué en raison de la pandémie de Covid-19 | Non joué en raison de la pandémie de Covid-19 | Non joué en raison de la pandémie de Covid-19 | Non joué en raison de la pandémie de Covid-19 | Non joué en raison de la pandémie de Covid-19 | Non joué en raison de la pandémie de Covid-19 |
| 2e      | 2022  | Mangilao     | Australie (6)                                 | 85–74                                         | Nouvelle-Zélande                              | Guam                                          | 78–69                                         | Samoa                                         | non attribué                                  |
| 3e      | 2024  | Canberra     | Australie (7)                                 | 96–68                                         | Nouvelle-Zélande                              | Samoa                                         | 113–76                                        | Tonga                                         | Will Hamilton                                 |

## Médailles par pays
Tableau actualisé après le championnat 2024.
| Rang | Nation           | Or | Argent | Bronze | Total |
| ---- | ---------------- | -- | ------ | ------ | ----- |
| 1    | Australie        | 7  | 0      | 0      | 7     |
| 2    | Nouvelle-Zélande | 0  | 7      | 0      | 7     |
| 3    | Samoa            | 0  | 0      | 2      | 2     |
| 4    | Guam             | 0  | 0      | 1      | 1     |
| 4    | Tahiti           | 0  | 0      | 1      | 1     |

## Détail par pays
| Équipe                      | 2009 | 2011 | 2013 | 2015 | 2018 | 2022 | 2024 | Total |
| --------------------------- | ---- | ---- | ---- | ---- | ---- | ---- | ---- | ----- |
| Australie                   | 1er  | 1er  | 1er  | 1er  | 1er  | 1er  | 1er  | 7     |
| États fédérés de Micronésie |      |      |      |      |      | 5e   |      | 1     |
| Fidji                       |      |      |      |      | 5e   |      | 7e   | 2     |
| Guam                        |      |      |      |      | 4e   | 3e   | 5e   | 3     |
| Îles Cook                   |      |      |      |      |      |      | 8e   | 1     |
| Îles Mariannes du Nord      |      |      |      |      |      | 7e   |      | 1     |
| Nouvelle-Calédonie          |      |      |      | 4e   |      |      | 9e   | 2     |
| Nouvelle-Zélande            | 2e   | 2e   | 2e   | 2e   | 2e   | 2e   | 2e   | 7     |
| Papouasie-Nouvelle-Guinée   |      |      |      |      | 6e   | 6e   |      | 2     |
| Samoa                       |      |      |      |      | 3e   | 4e   | 3e   | 3     |
| Tahiti                      |      |      |      | 3e   |      |      | 6e   | 2     |
| Tonga                       |      |      |      |      |      |      | 4e   | 1     |
| Total                       | 2    | 2    | 2    | 4    | 6    | 7    | 9    |       |

Légende : en gras le pays organisateur.